# Chavannes-près-Renens
Chavannes-près-Renens es una comuna suiza situada en el distrito del Ouest lausannois, en.el cantón de Vaud. Tiene una población estimada, a fines de 2022, de 8737 habitantes.
Es parte de la Aglomeración de Lausana.